# Будівлі провінційної Ради Кентербері
Будівлі провінційної Ради Кентербері (англ. Canterbury Provincial Council Buildings) — будівлі, що були у власності Ради провінції Кентербері з 1853 року до скасування провінційних органів влади в 1876 році. Цей комплекс будівель — єдиний збережений до 2010-х років комплекс урядових будівель в Новій Зеландії, що використовується за своїм первісним призначенням. Будинки комплексу серйозно постраждали в результаті землетрусу в лютому 2011 року й були частково демонтовані за розпорядженням міської Ради Крайстчерча.

## Місцезнаходження
Комплекс будівель провінційної Ради Кентербері розташований в центрі Крайстчерч. Він займає цілий квартал, обмежений вулицями Арма-стріт (англ. Armagh Street), Дарем-стріт (англ. Durham Street), Глостер-стріт (англ. Gloucester Street) і річкою Ейвон.

## Історичний контекст
Ухвалення Конституційного акту Нової Зеландії 1852 года, ратифікованого парламентом Великої Британії, призвело до утворення двопалатного парламенту Нової Зеландії. Нижня (палата представників) формувалася на виборній основі, в той час як верхня палата (законодавча Рада) формувалася призначенням членів палати на посаду. Голосування проводилося за простою мажоритарною системою, при якій обраними вважаються кандидати, які отримали більшість голосів виборців по виборчому округу, де вони балотуються. Таємного голосування тоді ще не було. Законодавством також передбачалося створення місцевих провінційних органів влади, спочатку в шести провінціях (число яких згодом зросла до десяти). Під час загальних виборів 1853 року політичних партій в Новій Зеландії не існувало. Тому всі кандидати були незалежними. Під час цих виборів обиралися місцеві органи влади й палата представників. Головами місцевих органів влади призначалися суперінтенданти, які обиралися окремо.

## Історія будівництва
Наріжний камінь був закладений у січні 1858 року. Спочатку збудували двоповерхову дерев'яну будівлю у формі літери «Г» на Дарем-стріт (англ. Durham Street). В цьому будинку розмістилася так звана «дерев'яна палата» (англ. Timber Chamber), оформлена в стилі англійських маєтків XIV—XVI століть, в якій розмістився конференц-зал Ради провінції Кентербері. Дерев'яна палата знаходилася за фасадом будівлі, що виходить на Дарем-стріт і вперше була використана за призначенням у вересні 1859 року. У цей час із північного боку будівлі зводилася прибудова, яка була введена в експлуатацію в 1861 році. Ця прибудова розташувалася на розі Дарем-стріт і Арма-стріт, утворивши внутрішній двір з наявними на той час будівлями. Втретє комплекс добудовувався в період з 1864 по 1865 роки. Тоді була зведена «кам'яна палата», куди переїхав конференц-зал Ради провінції Кентербері. Ця будівля була більше будівлі «дерев'яної палати», що дозволяло розміститися Раді провінції, яка на той час збільшилася. Інтер'єр цієї будівлі в деяких джерелах описується як найбільш вражаюче творіння Бенджаміна Маунфорта. Белламіс-білдінг (англ. Bellamy's building), буфет, був побудований за «дерев'яною палатою».
Це єдиний збережений до 2010-х років комплекс урядових будівель в Новій Зеландії, що використовується за своїм первісним призначенням. Збереглося також будівля Ради провінції Саутленд в Інверкаргіллі, але вона була побудована в 1864 році в якості масонської ложі і придбана Радою провінції Саутленд в 1866 році.

### Пошкодження під час землетрусу
В результаті землетрусу в лютому 2011 року будівлі серйозно постраждали. За словами представниці міської Ради Крайстчерча, будівлі провінційного Ради Кентербері були «зрівняні із землею». Обрушилася й кам'яна вежа на Арма-стріт, через яку здійснювався вхід в комплекс будівель із північного боку й на якій спочатку було встановлено годинник із годинникової вежі Вікторії. Доктор Єн Локгід (англ. Ian Lochhead), доцент кафедри історії мистецтв Кентерберійського університету, зазначив, що втрата Кам'яної палати в результаті лютневого землетрусу для багатьох стала найбільшою культурно-історичною втратою. Локгід із 1981 був радником із реставрації будівель і закликав до реконструкції кам'яної палати. Докладні оцінки показали, що незважаючи на те, що будівлі провінційної Ради Кентербері отримали серйозні пошкодження, значна їх частина може бути відновлена. Звіт про можливі варіанти відновлення було надано міській Раді Крайстчерча в червні 2013 року.